# Туризам у Словенији
Словенија нуди туристима широк избор пејзажа: Јулијски Алпи на северозападу, Медитеран на југозападу, Панонска низија на североистоку и Динариди на југоистоку. Они отприлике одговарају традиционалним регијама Словеније, на основу некадашње четири хабзбуршке крунске земље (Крањска, Корушка, Штајерска и Приморје). Сваки нуди своје природне, географске, архитектонске и културне карактеристике. Словенија има планине, ливаде, језера, пећине и море, што је чини атрактивном дестинацијом у Европи.
Главни град Словеније, Љубљана, има много важних зграда у стилу барока и Арт Нуво, са неколико важних дела архитекте Јожа Плечника. Остале атракције укључују Јулијске Алпе са живописним Бледским језером и долином Соче, као и највиши врх земље, планину Триглав. Можда је још познатија Крашка висораван у Словеначком приморју. Више од 28 милиона посетилаца посетило је Постојнску јаму, а на 15 минута вожње од ње се налазе Шкоцјанске пећине, под заштитом Унеска. Неколико других пећина је отворено за јавност, укључујући пећину Виленица.
Даље у истом правцу је обала Јадрана, где је најважнији историјски споменик венецијански готички медитерански град Пиран. Суседни град Порторож је популарно модерно туристичко средиште које нуди забаву у коцкарском туризму. Некадашњи рибарски град Изола такође је претворен у популарну туристичку дестинацију; многи туристи такође цене стари средњовековни центар луке Копар, који је ипак мање популаран међу туристима од друга два словеначка приморска града.
Штајерска је позната по белом вину, посебно љутомерском ризлингу, по скијалишту Похорје, по летњим културним фестивалима у Марибору и по бучином уљу. Такође је познато као подручје узгоја хмеља које производи Штајерска Голдингс, сорту енглеског ароматичног хмеља Fuggles.
Североисточно Прекмурје познато је по својој осебујној кухињи. Од традиционалних јела најпознатија су тепсија од свињског меса, репе и проса бујта репа и слојевита прекмурска гибаница. Значајан бањски град у региону су Моравске Топлице, које привлаче бројне немачке, аустријске, италијанске и руске посетиоце.
Сеоски туризам је значајан у целој земљи, а посебно је развијен на подручју Крашке висоравни, деловима Нотрањске, Долењске и северне Истре, те у околини Подчетртка и Козја у источној Штајерској. Јахање, бициклизам и планинарење су међу најважнијим туристичким активностима на овим просторима.
Триглавски национални парк (словен. Triglavski narodni park) је национални парк који се налази у Словенији. Име је добио по Триглаву, националном симболу Словеније. Триглав се налази скоро у средини националног парка. Од ње су се долине радијално шириле, снабдевајући водом два велика речна система који имају изворе у Јулијским Алпима: Сочу и Саву, која се улива у Јадранско и Црно море.
Предлог за конзервацију датира из 1908. године, а реализован је 1924. године. Тада је на иницијативу Секције за заштиту природе Словеначког музејског друштва заједно са Словеначким планинарским друштвом закључен двадесетогодишњи закуп подручја долине Триглавских језера, око 14 км². Био је предодређен да постане алпски заштитни парк, али трајно очување у то време није било могуће. Године 1961, после вишегодишњег труда, заштита је обновљена (овај пут трајно) и донекле проширена, обухватајући око 20 км². Заштићено подручје је званично проглашено националним парком Триглав. Овим актом, међутим, нису остварени сви циљеви правог националног парка и због тога су у наредне две деценије изнети нови предлози за проширење и преуређење заштите. Коначно, 1981. године извршено је преуређење и парк је добио нови концепт и проширен на 838. км² – подручје које покрива до данас.
Планински ланац Караванке и Камнишко-савињски Алпи су такође важне туристичке дестинације, као и планине Похорје. За разлику од Јулијских Алпа, међутим, чини се да ова подручја привлаче углавном словеначке посетиоце и посетиоце из суседних региона Аустрије, и остају углавном непозната туристима из других земаља. Највећи изузетак је Логарска долина, која је у великој мери промовисана од 1980-их.
Словенија има низ мањих средњовековних градова, који служе као важне туристичке атракције. Међу њима су најпознатији Птуј, Шкофја Лока и Пиран. Утврђена села, углавном лоцирана у западној Словенији (Штањел, Випавски Криж, Шмартно), постала су и значајна туристичка дестинација, посебно захваљујући културним манифестацијама које се организују у њиховим сликовитим срединама.

## Страни туристи
| Ранк | Држава               | 2018    | 2019    | 2020    | Пораст |
| ---- | -------------------- | ------- | ------- | ------- | ------ |
| 1    | Немачка              | 506.081 | 584.831 | 289.143 | 102.3% |
| 2    | Италија              | 598.825 | 597.261 | 159.080 | 275.4% |
| 3    | Аустрија             | 381.709 | 396.464 | 142.828 | 177.6% |
| 4    | Хрватска             | 218.896 | 234.980 | 82.062  | 186.3% |
| 5    | Мађарска             | 180.802 | 190.944 | 63.152  | 202.4% |
| 6    | Холандија            | 185.275 | 186.700 | 45.080  | 314.2% |
| 7    | Чешка                | 160.079 | 189.802 | 44.944  | 322.3% |
| 8    | Србија               | 137.516 | 144.753 | 42.680  | 239.2% |
| 9    | Француска            | 148.166 | 166.860 | 35.679  | 367.6% |
| 10   | Босна и Херцеговина  | 66.927  | 72.049  | 34.757  | 107.3% |
| 11   | Пољска               | 125.209 | 132.566 | 26.413  | 401.9% |
| 12   | Словачка             | 58.886  | 64.765  | 24.196  | 167.7% |
| 13   | Уједињено Краљевство | 163.996 | 159.767 | 20.189  | 691.4% |
| 14   | Швајцарска           | 67.751  | 78.698  | 18.186  | 332.7% |
| 15   | Белгија              | 107.656 | 113.872 | 17.760  | 541.2% |
| 16   | Сједињене Државе     | 138.488 | 148.739 | 14.327  | 938.2% |
| 17   | Русија               | 62.845  | 69.881  | 13.997  | 399.3% |
| 18   | Румунија             | 55.982  | 57.060  | 12.740  | 347.9% |
| 19   | Јужна Кореја         | 145.746 | 139.429 | 10.525  | 1225%  |
| 20   | Шпанија              | 81.905  | 88.132  | 9.407   | 836.7% |

| Ранк | Држава               | 2018      | 2019      | 2020    | Пораст |
| ---- | -------------------- | --------- | --------- | ------- | ------ |
| 1    | Немачка              | 1.362.214 | 1.522.057 | 813.962 | 87.0%  |
| 2    | Аустрија             | 1.011.153 | 1.011.682 | 373.236 | 171.1% |
| 3    | Италија              | 1.334.059 | 1.278.454 | 364.373 | 250.9% |
| 4    | Хрватска             | 527.118   | 538.140   | 224.235 | 140.0% |
| 5    | Мађарска             | 484.913   | 496.971   | 181.859 | 173.3% |
| 6    | Холандија            | 612.710   | 583.274   | 155.956 | 274.0% |
| 7    | Србија               | 376.162   | 379.755   | 141.872 | 167.7% |
| 8    | Чешка                | 431.335   | 511.754   | 129.436 | 295.4% |
| 9    | Босна и Херцеговина  | 195.513   | 195.874   | 116.491 | 68.1%  |
| 10   | Француска            | 339.177   | 370.188   | 82.350  | 349.5% |
| 11   | Пољска               | 297.403   | 312.763   | 65.934  | 374.4% |
| 12   | Словачка             | 154.780   | 164.025   | 65.336  | 151.0% |
| 13   | Уједињено Краљевство | 470.588   | 444.333   | 61.127  | 626.9% |
| 14   | Русија               | 298.443   | 303.280   | 59.664  | 408.3% |
| 15   | Белгија              | 325.845   | 327.392   | 49.839  | 556.9% |
| 16   | Швајцарска           | 150.388   | 165.301   | 39.810  | 315.2% |
| 17   | Сједињене Државе     | 314.861   | 323.064   | 37.414  | 763.5% |
| 18   | Северна Македонија   | 65.651    | 59.511    | 31.834  | 86.9%  |
| 19   | Шпанија              | 204.002   | 207.770   | 30.514  | 580.9% |
| 20   | Украјина             | 118.220   | 120.849   | 29.004  | 316.7% |

## Општине
| Ранк | Општина          | 2018      | 2019      | 2020    | Пораст |
| ---- | ---------------- | --------- | --------- | ------- | ------ |
| 1    | Пиран            | 604.592   | 620.495   | 368.510 | 68.4%  |
| 2    | Љубљана          | 1.022.862 | 1.127.904 | 254.944 | 342.4% |
| 3    | Крањска Гора     | 308.193   | 325.955   | 202.705 | 60.8%  |
| 4    | Блед             | 496.677   | 509.247   | 170.084 | 199.4% |
| 5    | Бохињ            | 248.639   | 271.692   | 157.469 | 72.5%  |
| 6    | Бовец            | 175.705   | 188.514   | 127.420 | 47.9%  |
| 7    | Брежице          | 202.780   | 202.470   | 115.953 | 74.6%  |
| 8    | Моравске Топлице | 168.760   | 171.930   | 114.806 | 49.8%  |
| 9    | Изола            | 140.690   | 148.173   | 103.248 | 43.5%  |
| 10   | Подчетртек       | 122.986   | 129.933   | 90.011  | 44.4%  |
| 11   | Копар            | 100.788   | 103.786   | 76.388  | 35.9%  |
| 12   | Марибор          | 208.279   | 217.817   | 72.380  | 200.9% |
| 13   | Зрече            | 76.612    | 78.935    | 63.271  | 24.8%  |
| 14   | Анкаран          | 83.402    | 83.335    | 62.984  | 32.3%  |
| 15   | Кобарид          | 67.698    | 79.915    | 57.513  | 39.0%  |
| 16   | Радовљица        | 124.026   | 141.012   | 57.488  | 145.3% |
| 17   | Лашко            | 93.057    | 83.661    | 44.771  | 86.9%  |
| 18   | Толмин           | 56.446    | 61.809    | 44.142  | 40.0%  |
| 19   | Нова Горица      | 107.616   | 102.981   | 44.039  | 133.8% |
| 20   | Рогашка Слатина  | 59.904    | 58.208    | 33.434  | 74.1%  |
| 21   | Птуј             | 64.078    | 66.970    | 32.138  | 108.4% |
| 22   | Постојна         | 105.497   | 116.330   | 26.511  | 338.8% |
| 23   | Сежана           | 69.348    | 70.685    | 22.465  | 214.6% |
| 24   | Лендава          | 35.059    | 39.105    | 19.396  | 101.6% |
| 25   | Крањ             | 68.798    | 70.938    | 15.298  | 363.7% |

| Ранк | Општина          | 2018      | 2019      | 2020      | Пораст |
| ---- | ---------------- | --------- | --------- | --------- | ------ |
| 1    | Пиран            | 1.882.383 | 1.874.462 | 1.272.942 | 47.3%  |
| 2    | Крањска Гора     | 828.763   | 870.949   | 613.583   | 41.9%  |
| 3    | Љубљана          | 2.179.916 | 2.227.669 | 540.195   | 312.4% |
| 4    | Бохињ            | 677.695   | 724.094   | 468.588   | 54.3%  |
| 5    | Блед             | 1.151.831 | 1.132.574 | 433.831   | 161.1% |
| 6    | Изола            | 522.290   | 529.069   | 412.118   | 28.4%  |
| 7    | Брежице          | 680.003   | 686.869   | 403.066   | 70.4%  |
| 8    | Моравске Топлице | 559.169   | 558.544   | 393.094   | 42.1%  |
| 9    | Бовец            | 462.077   | 468.798   | 364.536   | 28.6%  |
| 10   | Подчетртек       | 391.859   | 404.916   | 293.165   | 38.1%  |
| 11   | Анкаран          | 323.355   | 318.914   | 280.883   | 13.5%  |
| 12   | Копар            | 283.217   | 293.622   | 250.601   | 17.2%  |
| 13   | Зрече            | 274.228   | 278.331   | 233.790   | 19.1%  |
| 14   | Марибор          | 466.620   | 454.004   | 196.397   | 131.2% |
| 15   | Радовљица        | 280.103   | 317.586   | 158.805   | 100.0% |
| 16   | Кобарид          | 186.187   | 202.297   | 158.011   | 28.0%  |
| 17   | Лашко            | 289.797   | 235.187   | 139.714   | 68,3%  |
| 18   | Рогашка Слатина  | 295.474   | 298.835   | 121.120   | 146.7% |
| 19   | Толмин           | 157.852   | 161.160   | 119.228   | 35.2%  |
| 20   | Долењске Топлице | 138.609   | 133.877   | 100.234   | 33.6%  |
| 21   | Нова Горица      | 214.181   | 193.824   | 91.627    | 111.5% |
| 22   | Птуј             | 146.677   | 156.668   | 90.845    | 72.5%  |
| 23   | Лендава          | 124.081   | 132.294   | 66.134    | 100.0% |
| 24   | Постојна         | 164.425   | 165.298   | 45.078    | 266.7% |
| 25   | Крањ             | 128.510   | 121.367   | 39.099    | 210.4% |

## По годинама
| Година | Страно    | Домаће    | Укупно    | Пораст |
| ------ | --------- | --------- | --------- | ------ |
| 2015   | 3.022.018 | 1.351.860 | 4.373.878 | 12.1%  |
| 2016   | 3.396.873 | 1.437.198 | 4.834.071 | 10.5%  |
| 2017   | 3.990.682 | 1.512.602 | 5.503.284 | 13.8%  |
| 2018   | 4.425.139 | 1.508.128 | 5.933.266 | 7.8%   |
| 2019   | 4.701.878 | 1.527.695 | 6.229.573 | 4.94%  |
| 2020   | 1.216.114 | 1.848.971 | 3.065.085 | 103.2% |
| 2021   | 1.832.446 | 2.171.236 | 4.003.682 | 30.6%  |
| 2022   | 3.935.632 | 1.932.506 | 5.868.138 | 46.6%  |

| Година | Страно     | Домаће    | Укупно     | Пораст |
| ------ | ---------- | --------- | ---------- | ------ |
| 2015   | 7.481.657  | 4.172.197 | 11.653.764 | 8.5%   |
| 2016   | 8.339.978  | 4.307.898 | 12.647.876 | 8.5%   |
| 2017   | 9.685.329  | 4.523.216 | 14.208.545 | 12.3%  |
| 2018   | 11.176.010 | 4.518.695 | 15.694.705 | 10.5%  |
| 2019   | 11.370.766 | 4.404.565 | 15.775.331 | 0,51%  |
| 2020   | 3.354.365  | 5.850.018 | 9.204.374  | 71.4%  |
| 2021   | 4.794.472  | 6.456.686 | 11.251.158 | 22.2%  |
| 2022   | 10.075.084 | 5.506.772 | 15.581.856 | 38.5%  |